# Phyllachora huberi
Phyllachora huberi är en svampart som beskrevs av Henn. 1900. Phyllachora huberi ingår i släktet Phyllachora och familjen Phyllachoraceae.   Inga underarter finns listade i Catalogue of Life.